# سپیده زرین راد
سپیده زرین راد (زادهٔ ۲۹ آبان ۱۳۶۵ در مشهد) کاپیتان تیم ملی فوتسال زنان ایران است

## افتخارات و سوابق
سپیده زرین راد ۲۹ آبان شماره لباس ۹ باشگاه‌های حرفه ای استقلال پرسپولیس راه آهن تجارتخانه هرمزگان دانشگاه آزاد اسلامی تهران آبادان فِنکا مالدیو زک مصبح لبنان پیکان تهران
سوابق مدال
مسابقات کشورهای اسلامی ایران ۲۰۰۵
طلا تیمی مسابقات غرب آسیا اردن ۲۰۰۸
طلا تیمی داخل سالن آسیا کره جنوبی ۲۰۱۳
نقره تیمی قهرمانی آسیا مالزی ۲۰۱۵ طلا تیمی
دستاوردها در رده باشگاهی
اولی با تیم پیکان تهران در سال ۱۴۰۱
اولی با تیم پیکان تهران در سال ۱۴۰۰
سومی با تیم دانشگاه آزاد در سال ۱۳۹۶
دومی با تیم دانشگاه آزاد در سال ۱۳۹۵
اولی با تیم دانشگاه آزاد در سال ۱۳۹۴
اولی با تیم تجارت خانه بندرعباس
اولی با تیم تجارت خانه بندرعباس
اولی با تیم راه آهن تهران
اولی با تیم زک مصبح لبنان
اولی با تیم پرسپولیس تهران
دستاوردهای ملی
قهرمانی فوتسال زنان آسیا در سال ۲۰۱۸
سومی بازی‌های داخل سالن آسیا ۲۰۱۷
قهرمانی فوتسال زنان آسیا ۲۰۱۵
شرکت با تیم ملی فوتبال در بازی‌های انتخابی المپیک ۲۰۱۵
قهرمانی بازی‌های غرب آسیا ۲۰۱۴
پنجمی جهان ۲۰۱۴
نائب قهرمانی بازی‌های المپیک سال ۲۰۱۲
۷ بار شرکت در تورنمنت روسیه سال‌های ۲۰۱۰ تا ۲۰۱۷
مسابقات کشورهای اسلامی ایران ۲۰۰۵ طلا تیمی مسابقات غرب آسیا اردن ۲۰۰۸
طلا تیمی داخل سالن آسیا کره جنوبی ۲۰۱۳ نقره تیمی
قهرمانی آسیا مالزی ۲۰۱۵ طلا تیمی